# 棗灰蝶屬
棗灰蝶屬（學名：Theorema）是灰蝶科線灰蝶亞科美灰蝶族中的一個屬。物種分佈於南美洲中部至西北部一帶。。

## 物種
- Theorema dysmenia
- 棗灰蝶 Theorema eumenia
- Theorema sapho